# Amy Karle

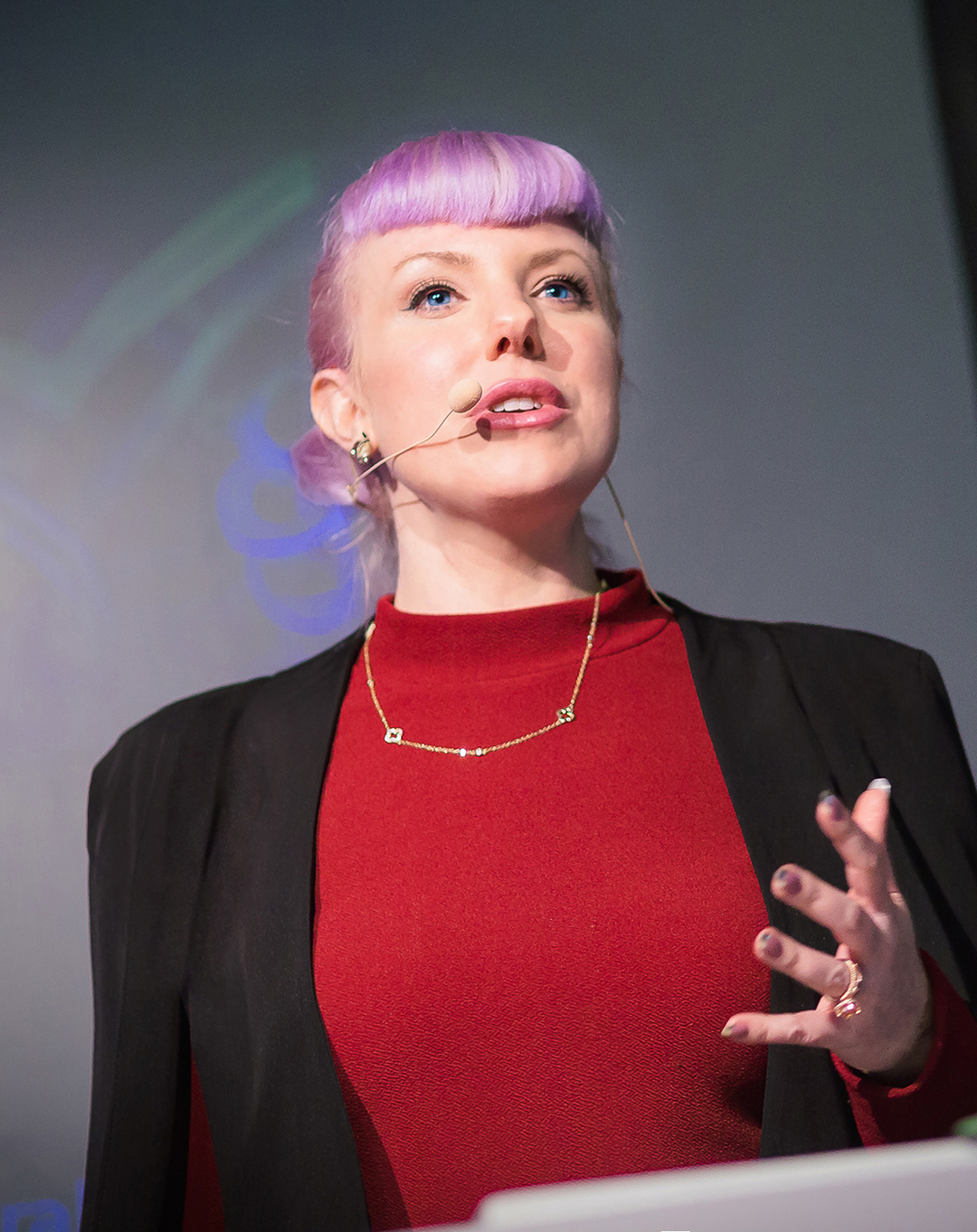
Amy Karle: Künstlerin, Biokünstlerin, Futuristin 2019

Amy Karle (* 1980 in New York City) ist eine US-amerikanische Künstlerin, Bio-Künstlerin und Futuristin. Die BBC hat sie in die 100-Women-Liste des Jahres 2019 aufgenommen.

## Leben
Amy Karle ist die Tochter einer Biochemikerin und eines Apothekers. Sie hatte angeborene Aplasia cutis an der Kopfhaut und wurde bis zum Teenageralter mehrmals operiert. Sie wuchs in Endicott auf und absolvierte Studien in Kunst und Design sowie Philosophie an den Universitäten Alfred in Alfred und Cornell in Ithaca. Karle ist Mitbegründerin von Conceptual Art Technologies, wo Skulpturen mit Hilfe einer CNC-Maschine angefertigt werden können. Sie lebt und arbeitet in San Francisco. Im Jahr 2014 wurde sie Mutter

## Wirken

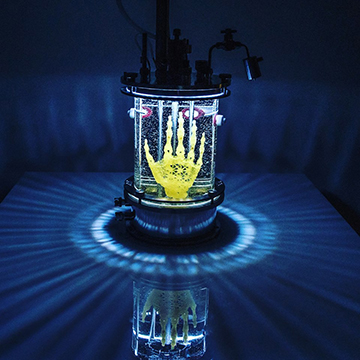
Regenerative Reliquary (2016)

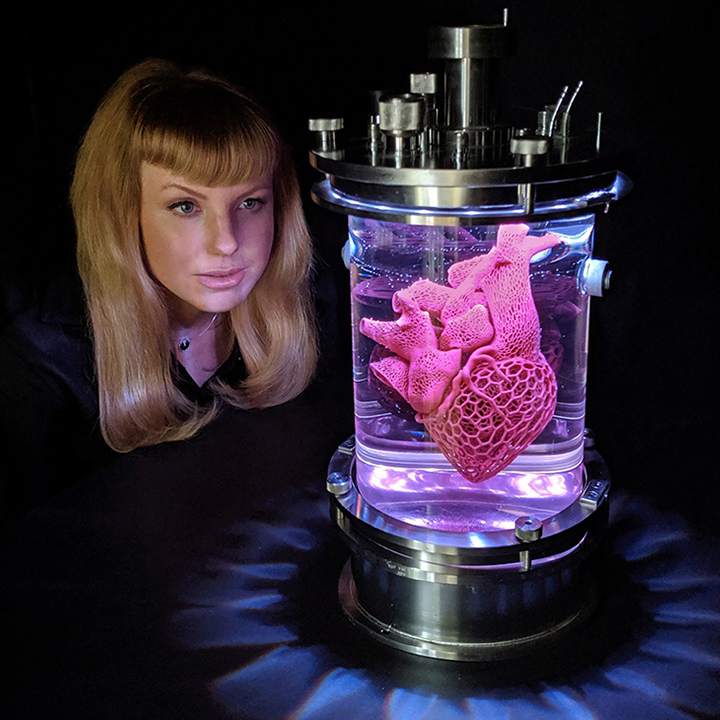
Amy Karle, The Heart of Evolution? (Herz der Evolution, 2019)

Karles künstlerische Entwicklung wurde durch ihre Krankheit und ihr Aufwachsen im pharmazeutischen Labor sowie häufige Besuche der Forschungslabore von IBM in Endicott geprägt. Sie war Artist in Residence bei den Unternehmen Autodesk sowie Hewlett-Packard und war 2018 im Rahmen eines künstlerischen Austauschs am multimedialen Wissenschaftszentrum Centrum Nauki Kopernik in Warschau tätig.
Karle ist eine Vertreterin der Kunstrichtung Bio Art. Ihre Entwürfe von Kleidungsstücken (Wearables) sind von Körpergeweben inspiriert, ihre Skulpturen haben beispielsweise Knochen- aber auch Kristallstrukturen. Während sie anfangs mit der Technologie des Laserschneidens arbeitete, stieg sie später auf den 3D-Druck um. Ihr Werk Regenerative Reliquary (Regeneratives Reliquiar) besteht aus einem Gerüst aus Hydrogel und Zellkulturen, die auf dem Gerüst einer Hand weiterwachsen.
Karle hat ihre Arbeiten in mehr als 50 internationalen Ausstellungen gezeigt. Sie wird regelmäßig als Keynote-Speakerin eingeladen. Neben der Aufnahme in die 100-Women-Liste der BBC gilt sie auch als eine der „einflussreichsten Frauen“ in der 3D-Druckbranche. Karle nahm 2010 auch an der Performance The Artist is Present von Marina Abramović im Museum of Modern Art (MoMA) teil.
Zitat:

“Biotechnology can lead us into a very promising future or irreversible demise. It is of vital importance that we thoroughly and thoughtfully contemplate the range of dangers and potentials and work together to establish strategies to utilise our technology for the best and highest good of humanity.”

„Die Biotechnologie kann uns in eine vielversprechende Zukunft oder in einen unumkehrbaren Untergang führen. Es ist von entscheidender Bedeutung, dass wir die Bandbreite der Gefahren und Potenziale gründlich und nachdenklich betrachten und gemeinsam Strategien entwickeln, um unsere Technologie für das beste und höchste Wohl der Menschheit einzusetzen.“

## Ausstellungen (Auswahl)
- 2023: Superkreativität. Nova Rio Biennale für Kunst und Technologie, Museu do Amanhã. Rio de Janeiro, Brasilien.[23][24]
- 2023: KI: Die nächste Evolution Chimaera Galerie, Philadelphia, USA.[25][26]
- 2022/23: Unbekannte Unbekannte Milano Triennale, Italien.[27][28]
- 2022: Perfekter Körper ESC Medien Kunst Labor. Graz, Österreich.[29]
- 2022: WAGMI: Kuwaits erste IRL NFT-Ausstellung in der Contemporary Art Platform (CAP) Kuwait.[30]
- 2022: Kunst, Design & Technologie Astro Studios. San Francisco, USA.[31]
- 2022: Die Schädelsammlung Wake Galerie, OnCyber, Das Metaverse Quelle[32]
- 2022: Gaia: Gen, Algorithmus, Intelligentes Design und Automaten_ Eine Mirage Selbst, Das Andere Reich Museum für zeitgenössische Kunst Taipei (MoCA Taipei) Taipei, Taiwan[33][34][35]
- 2021/22: Future U RMIT Galerie, Melbourne, Australien[36]
- 2021: Bin ich für dich menschlich? KUBE, Ålesund, Norwegen[37]
- 2020: Regeneration durch Technologie Smithsonian National Museum of American History, Washington, D.C.[38][39]
- 2020: [UN]REAL Science Gallery Rotterdam, Rotterdam, Niederlande.[40][41]
- 2020: In Keplers Gärten Ars Electronica Garten Rotterdam, Rotterdam, Niederlande.[42]

- 2020: Ars Electronica .ART Globale Galerie, Online, Global[43]
- 2019/20: Zukunft und Kunst: Wie die Menschheit morgen leben wird Mori Art Museum, Tokio[44]
- 2019: Der Zustand von uns The Lowry, Manchester, England[45]
- 2019: Zukunft Kunst und Leben, Post Leben Tian Zeitgenössischer Kunstort, Shanghai[46]
- 2019: Leben. Wie wir es kennen und darüber hinaus MuseOn, Rio de Janeiro, Brasilien.
- 2019: La Fabrique Du Vivant Centre Georges-Pompidou, Paris[47][48][49][50]
- 2018/19: Zukünftige Menschheit – Unser geteilter Planet Ars Electronica, Peking, China[51][52]
- 2018: Nach dem Leben Peking Medienkunst Biennale, Peking[53][54][55]
- 2018: Ars Electronica Tokio[56]
- 2018: Schichten des Lebens: Was ist Leben im Biotechnologiezeitalter? Centrum Nauki Kopernik, Warschau[57][58]
- 2018: L.A.S.T. Ausstellung SLAC Nationalbeschleunigerlabor, Stanford University. CA, USA[59]
- 2017: Ars Electronica: Künstliche Intelligenz: „KI / Das andere Ich“ Linz[60]
- 2017: FILE Elektronisches Spracheninternationales Festival São Paulo, Brasilien (Festival de Linguagem Eletrônica (FILE) de 2017 em São Paulo)[61][62][63][13]

- 2011: Detroit Institute of Arts, Detroit
- 2005: Still Anthony Brunelli Fine Arts, New York
- 2002: Wearing Whatchamacallit Robert Turner Gallery, New York
- 1998: Corcoran Gallery of Art, Washington, D.C.
- 1997: National Gallery of Art, Washington, D.C.[64]